# 哈察帕塔山
16°3′26″S 68°20′31″W / 16.05722°S 68.34194°W
哈察帕塔山（Jach'a Pata），是玻利維亞的山峰，位於該國西部拉巴斯省的洛斯安地斯省，處於希斯卡帕塔山以南、漢科烏約山以西、維拉柳西山以北和瓦拉瓦拉尼山東北面，屬於安第斯山脈中玻利維亞瑞阿爾山脈的一部分，海拔高度5,424米。